# Jovana Shelmerdine
Jovana Shelmerdine (Leskovac, 1984) srpska је slikarkа i član ULUPUDS-a.

## Biografija
Diplomirala je na Slikarskom odseku Fakulteta umetnosti, u Nišu, u klasi prof. Zorana D. Kostića, 2008. godine. Član je ULUPUDS-a od 2014.
Za vreme studija, pored slikarstva, bavila se i grafikom kao izbornim predmetom kod profesora dr Franca Curka. Kao student slikarstva, za radove na polju grafike 2007. godine, dobila je Prvu nagradu na I  izložbi Univerzitetskog kulturnog centra u Novom Pazaru. Na izložbi  učestvovali studenti sa trinaest fakulteta umetnosti sa Balkana. Na Međunarodnoj izložbi „Žene slikari 2013” u Majdanpeku, 2013. godine, osvojila je Prvu nagradu za grafiku. U periodu do 2014. godine je učestvovala na 150 grupnih izložbi u zemlji i inostranstvu i to u državama: Sjedinjene Američke Države, Velika Britanija, Irska, Nemačka, Švajcarska, Italija, Slovenija, Mađarska, Hrvatska, Bosna i Hercegovina, Rumunija itd.
Dobitnica je 17 nagrada za radove iz oblasti likovnih umetnosti.

## Izložbe
Samostalno je izlagala tri puta; svoje slike malog formata aprila 2015. u Malom likovnom salonu Kulturnog centra Novog Sada, potom u avgustu 2016. u Foajeu Pančevačkog Kulturnog centra i u oktobru iste godine predstavlja seriju apstraktnih crteža u Galeriji Muzeju opštine Lendava u Sloveniji.

Njeni radovi se nalaze u zbirkama Narodnog muzeja u Zaječaru, Muzeju crteža „Osten“ u Skoplju i privatnim zbirkama.

## Nagrade
Dobitnica je 17 nagrada za radove iz oblasti likovnih umetnosti.
- 2007
- I Nagrada za grafiku na „I Međunarodnoj izložbi Univerzitetskog kulturnog centra u Novom Pazaru“
- 2009
- III Nagrada, „Majski salon”, Kulturni centar, Leskovac
- 2011
- Nagrada za Najbolju sliku, „Oktobarski salon”, Kulturni centar, Leskovac
- 2013
- I Nagrada za grafiku, za rad „Zapis“, XI Međunarodna izložba „Žene slikari 2013“, Centar za kulturu Majdanpek[2][19]
- II Nagrada, „Oktobarski salon“, Kulturni centar, Leskovac[20][21]
- Pobednica takmičenja “The Big Draw”, The Beatles Story Museum, Liverpool, United Kingdom
- Finalista “Everyday Preservationist Photo Contest”, World Monuments Fund, New York, United States
- Uži izbor za Veliku nagradu izložbe "Art Jazzed Up", The Shaw Gallery, London, United Kingdom i I mesto za rad "Dancing" u istoimenoj kategorji,[22]
- I Nagrada, „V Međunarodnoj izložbi minijature“, Galerija Trag, Beograd[23][24]
- 2014
- Nagrada „Privatno i javno“ istoimene XII Međunarodne izložbe posvećene mladim autorima, za radove iz serije „UK Lifestyle”, Mostar, Bosna i Hercegovina[25]
- II Nagrada, „IV Balaton salon“, Mađarska[26]
- Nagrada 2nd Distinction, Intercontinental Biennial of Small Graphics „Inter Art„ Vth edition, Ajud, Rumunija[1][27]
- 2015
- I Nagrada za crtež, XIII Međunarodna izložba „Žene slikari 2015”, Centar za kulturu Majdanpek[28]
- Najbolji tandemski projekat (Jovana Mitić-Jure Markota) na 20. Međunarodnoj likovnoj koloniji za mlade autore LindArt, Muzej-galerija Lendava, Slovenija[29][30][31][32][33][34]
- 2016
- II Nagrada, „54. Oktobarski salon”, Kulturni centar, Leskovac[35][36][37][38]
- 2018
- Pohvala, 5. "VoVa MiniArt", Vonyarcvashegy, Balaton, Mađarska

- Pohvala, II "HAL" - Mail Art 2018. Vonyarcvashegy, Balaton, Mađarska

## Spoljašnje veze
- Katalog izložbe Intercontinental Biennial of Small Graphics „Inter-Art 2014“ Архивирано на веб-сајту  (8. децембар 2014) (језик: енглески)
- Katalog Photodistorzija 6 (језик: хрватски)
- Katalog 51. Oktobarski likovni salon (језик: српски)
- collectconnect.blogspot.com/Jovana Mitic - Drawing crowds in London (језик: енглески)
- izložba Ballet Russes, London (језик: енглески)
- Katalog izložbe Graphics Review, 3rd Graphic Art Biennial of Szeklerland (језик: мађарски) (језик: енглески)
- Katalog izložbe LindArt 2015 (језик: мађарски) (језик: словеначки) (језик: енглески)
- Katalog 55. Oktobarski likovni salon (језик: српски)
- Osten biennal of drawing Skopje 2016 — Catalogue
- Katalog izložbe Intercontinental Biennial of Small Graphics „Inter-Art 2018“ Архивирано на веб-сајту  (30. новембар 2020) (језик: енглески)